# Julian Eichinger
Julian Eichinger (* 7. Mai 1991 in Füssen) ist ein deutscher Eishockeyspieler, der seit Mai 2021 bei den Ravensburg Towerstars aus der DEL2 unter Vertrag steht und dort auf der Position des Verteidigers spielt. Zuvor war Eichinger bereits für den SC Riessersee und den ESV Kaufbeuren in der DEL2 aktiv.

## Karriere

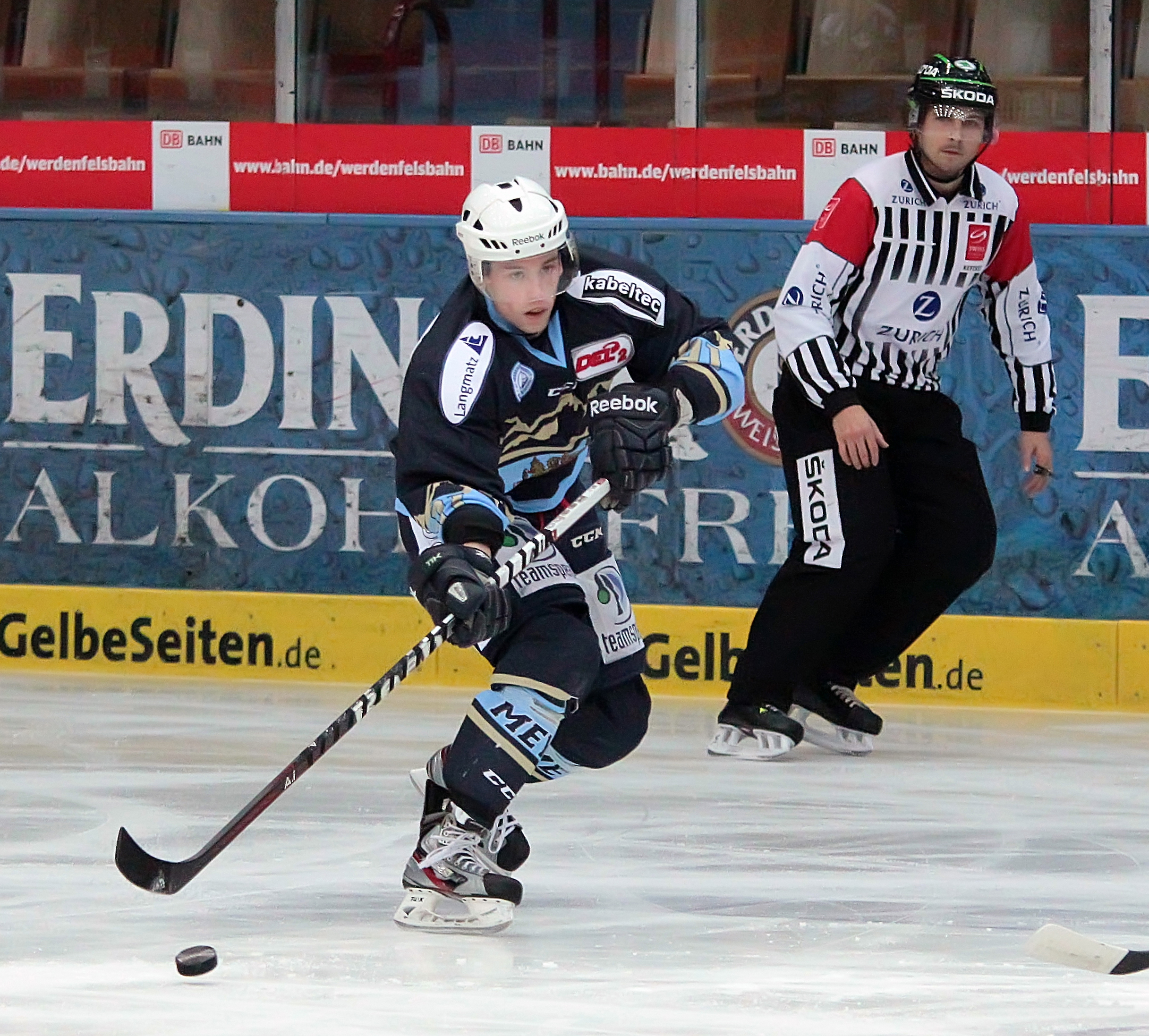
Eichinger im Trikot der SC Riessersee (2013)

Eichinger begann seine Karriere in der Jugend des ESV Kaufbeuren. Ab 2006 spielte er in der Juniorenmannschaft der Kölner Haie, mit der von 2006 bis 2008 in der Deutschen Nachwuchsliga (DNL) aktiv war. In seiner ersten Spielzeit bei den Junghaien konnte der Verteidiger die Meisterschaft der DNL gewinnen und hatte mit 14 Scorerpunkten in 40 Spielen großen Anteil an diesem Erfolg. In der folgenden Saison steigerte der Rechtsschütze seine Punkteausbeute erneut und konnte in 38 Spielen insgesamt 20-mal punkten. Aufgrund der gezeigten Leistungen wurde er vom Trainerstab der Kölner Haie während der Spielzeit 2008/09 in den Profikader des KEC in die Deutsche Eishockey Liga (DEL) berufen. In der Folgezeit bestritt Eichinger drei DEL-Partien, in denen er einen Scorerpunkt verbuchte. In der Saison 2009/10 war er mit einer Förderlizenz beim EC Peiting in der Oberliga aktiv und kam außerdem in der Juniorenmannschaft zum Einsatz.
Zur Saison 2010/11 wechselte Eichinger zum Oberligisten Moskitos Essen, ehe er im Sommer 2011 in seine Heimat zurückkehrte und beim Klassenkonkurrenten EV Füssen unterschrieb. Zur Saison 2012/13 schafft der Abwehrspieler den Sprung in die 2. Eishockey-Bundesliga und unterschrieb einen Vertrag bei den Hannover Indians. Im Sommer 2013 wechselte Eichinger zum Ligarivalen SC Riessersee, nachdem die Hannover Indians Insolvenz angemeldet hatten. Beim SCR fand der Defensivspieler in der Folge endlich eine sportliche Heimat und blieb dem DEL2-Klub insgesamt fünf Jahre bis zum Sommer 2018 treu.
Zwischen 2018 und 2021 spielte Eichinger wieder beim ESV Kaufbeuren, wo er in der Spielzeit 2019/20 zum Mannschaftskapitän ernannt worden war. Nach drei Jahren bei seinem Ausbildungsverein verließ er nach der Saison 2020/21 den ESVK und wechselte anschließend mit Florin Ketterer sowie Denis Pfaffengut zu den Ravensburg Towerstars. Mit dem EVR gewann Eichinger im Frühjahr 2023 die Meisterschaft der DEL2.

### International
Mit der deutschen U17-Nationalmannschaft nahm Eichinger an der World U-17 Hockey Challenge 2008 teil, nachdem er bereits seit 2006 im Kader der Juniorenteams des Deutschen Eishockey-Bundes gespielt hatte. Im Rahmen des Turniers, das die Deutschen auf dem neunten Rang beendeten, gab der Verteidiger in fünf Turnierspielen insgesamt vier Torvorlagen. Anschließend war er bis zur U19-Nationalmannschaft in internationalen Vergleichen aktiv, nahm jedoch an keinem weiteren großen Turnier teil.

## Erfolge und Auszeichnungen
- 2007 DNL-Meister mit dem Kölner EC
- 2023 DEL2-Meister mit den Ravensburg Towerstars

## Karrierestatistik
Stand: Ende der Saison 2024/25

### International
Vertrat Deutschland bei:
- World U-17 Hockey Challenge 2008

(Legende zur Spielerstatistik: Sp oder GP = absolvierte Spiele; T oder G = erzielte Tore; V oder A = erzielte Assists; Pkt oder Pts = erzielte Scorerpunkte; SM oder PIM = erhaltene Strafminuten; +/− = Plus/Minus-Bilanz; PP = erzielte Überzahltore; SH = erzielte Unterzahltore; GW = erzielte Siegtore; 1 Play-downs/Relegation; Kursiv: Statistik nicht vollständig)